# Анджело Брандуарді
А́нджело Брандуа́рді (італ. Angelo Branduardi; нар. 12 лютого 1950, Куджоно) ― італійський співак і композитор. Його музику зазвичай характеризують як фольк-рок із середньовічними впливами. Брандуарді виконує пісні різними мовами: італійською, французькою, англійською, іспанською та давніми мовами.

## Біографія

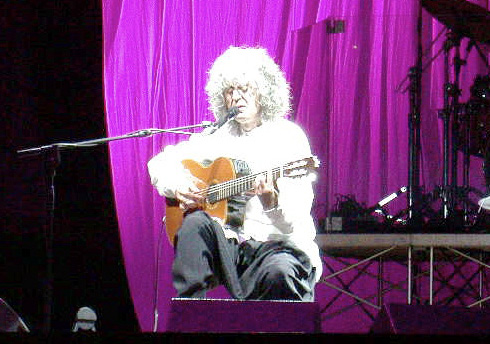
Брандуарді в Неаполі, 2005 рік

Анджело Брандуарді народився в Куджоно, маленькому містечку в провінції Мілан, але незабаром його сім'я переїхала до Генуї. Закінчив музичну школу по класу скрипки. У вісімнадцятирічному віці склав одну зі своїх найкращих пісень на вірш «Сповідь хулігана» Сергія Єсеніна.
Брандуарді одружений з Луїзою Дзаппа (вона автор слів більшості його пісень), у них дві дочки Сара і Маддалена.

## Творчість

### Початок
Найперший альбом Анджело Брандуарді ― результат співпраці з композитором і обдарованим виконавцем Мауріціо Фабріціо, не був виданий. Перший виданий альбом ― «Анджело Брандуарді» («Angelo Branduardi», 1974).

### Менестрель
Альбом «Ла луна» («La luna»), до якого увійшли «Сповідь хулігана» і ніжна пісня, що дала назву всьому альбому, став початком успіху наступних робіт. Широку популярність здобув альбом «Алла ф'єра делль'ест» («Alla fiera dell'est», 1976 р.). За ним послідували «Ла пульче д'аккуа» («La pulce d'acqua», 1978 р.) і «Кольї ла пріма мела» («Cogli la prima mela», 1979 р.). У цих альбомах А. Брандуарді використовував теми старовинної музики, в основному епохи Відродження та раннього бароко. Пісню «Alla fiera dell'est» люблять італійці всіх вікових груп за своєрідну фольклорну форму, в якій початковий сюжет повторюється, збагачуючись новими деталями.
Джерелами для текстів пісень послужили найрізноманітніші сюжети і теми: «Танець смерті», сюжет про наречену сатани, традиції Китаю, американських індіанців, друїдів, а також біблійні апокрифи. Успіх концертам забезпечило застосування незвичайних інструментів, серед яких цимбали, флейта Пана, лютня, кларнет, разом зі звичними гітарами та барабанами.

### Експериментування і криза
Наступні альбоми відзначені зростаючим прагненням композитора до експериментування і змін. В альбомі «Брандуарді» («Branduardi», 1981 р.) звучать більш особисті інтонації. Пісні в «Черкандо л'оро» («Cercando l'oro», 1983 р.) мають складні, вишукані аранжування. Альбом «Брандуарді канта Єйтс» («Branduardi canta Yeats», 1985 р.) ― данина поваги Вільяму Єйтсу. В альбомі «Пане е розе» («Pane e rose», 1988 р.) вимальовуються вже більш похмурі картини життя і смерті. Пісні А. Брандуарді 1980-х років ще нагадують за стилем більш ранні, але, здається, вже втратили ту сильну ритмічну енергію, якою відзначені такі його шедеври, як «Балло ін фа діезіс міноре» («Ballo in Fa Diesis Minore») і «Кольї ла пріма мела» («Cogli la prima mela»). Альбом «Іль ладро» («Il ladro», 1991 р.) відноситься до важкого, на межі депресії, періоду в житті А. Брандуарді, що відгукнулося в похмурому стилі співу.

### Повернення до життя
В альбомі «Сі пуо фаре» («Si puó fare», 1993 р.) вже немає колишніх похмурих інтонацій, але тепер співак намагається позбутися образу «менестреля», який став для нього занадто тісним. У 1994 р. вийшов альбом «Доменіка е лунеді» («Domenica e Lunedì»), присвячений Франко Фортіні.

### Нові напрямки
У 1996 році, під час святкувань з приводу відновлення собору в Спілімберго після катастрофічного землетрусу 1976 року, А. Брандуарді записує незвичайний альбом «Футуро антіко» («Futuro Antico»), в якому він виступає як музикант раннього бароко. Він використовує наявний музичний матеріал, змішує його зі своїми мелодіями, додає слова. Цей досвід отримав продовження в альбомах «Футуро антіко II» («Futuro Antico II»), «Футуро антіко III» («Futuro Antico III») і так далі.
У 1998 р. А. Брандуарді разом з італійським коміком і письменником Джорджо Фалетті працював над альбомом «Іль діто е ла луна» («Il dito e la luna»).
Створюючи альбом «Л'інфінітаменте пікколо» («L'infinitamente piccolo»), А. Брандуарді переробив старовинні музичні теми і взяв слова з творів Франциска Ассизького і текстів про нього. На цю ж тему Брандуарді написав мюзикл «Франческо» («Francesco»).
У 2003 р., в період, зазначений посиленням расистських настроїв і нетерпимості, в новому альбомі «Альтро ед альтрове» («Altro ed altrove») А. Брандуарді зібрав історії про кохання з різних культур.

## Дискографія
Студійні альбоми:

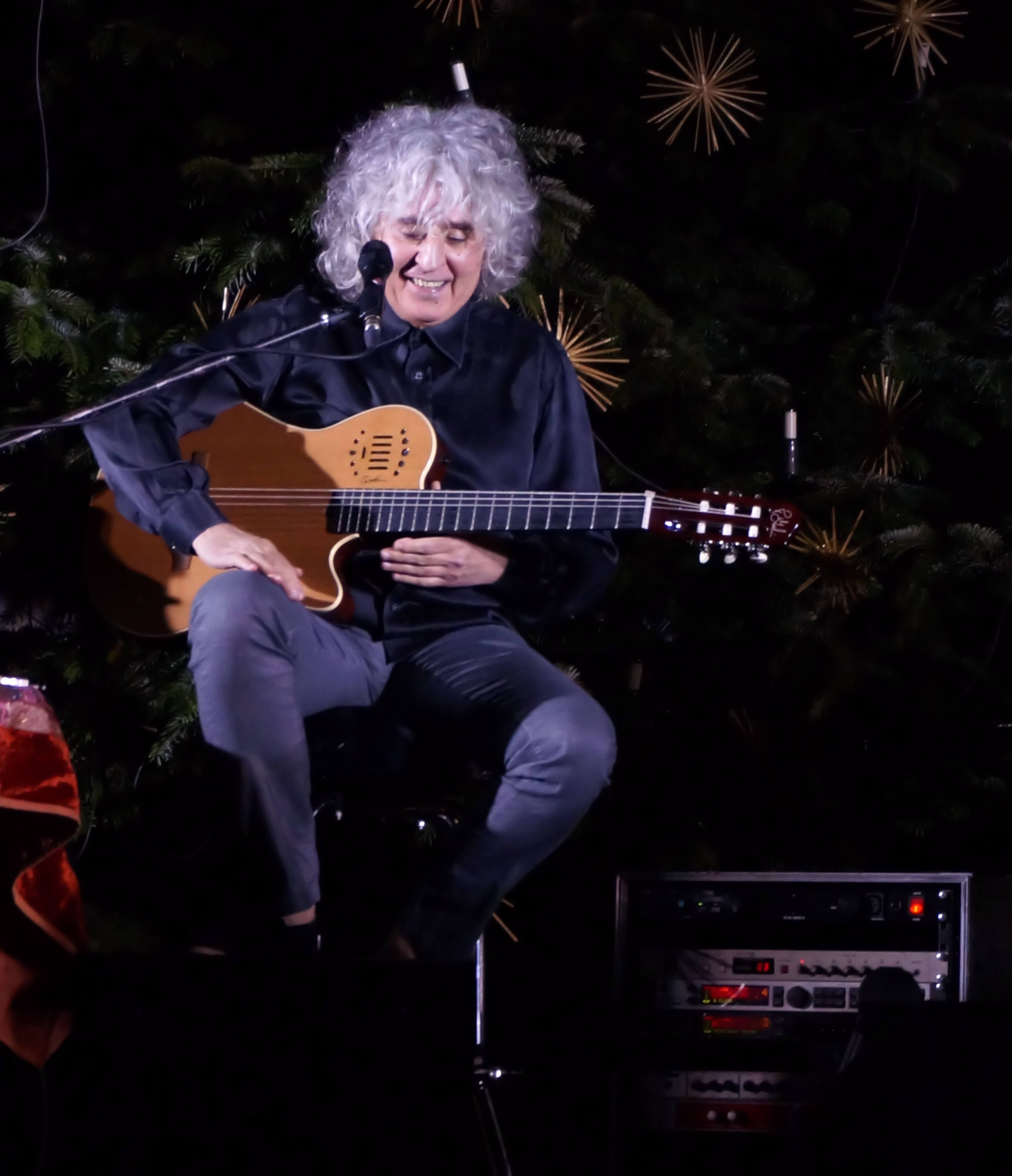
Анджело Брандуарді, 2014 рік

- «Angelo Branduardi» («Анджело Брандуарді»), 1974
- «La luna» («Місяць»), 1975
- «Alla fiera dell'est» («На східному базарі»), 1976
- «La pulce d'acqua» («Водяна блоха»), 1977
- «Cogli la prima mela» («Зірви перше яблуко»), 1979
- «Gulliver, la luna e altri disegni» («Гуллівер, місяць і інші малюнки»), 1980
- «Branduardi» («Брандуарді»), 1981
- «Cercando l'oro» («У пошуках золота»), 1983
- «State buoni se potete» («Будьте добрими, якщо можете»), 1983, музика до однойменного фільму
- «Branduardi canta Yeats» («Брандуарді співає Єйтса»), 1986
- «Pane e rose» («Хліб і троянди»), 1988
- «Il ladro» («Злодій»), 1990
- «Musiche da film» («Музика до фільмів»), 1992
- «Si può fare» («Можна робити»), 1992
- «Domenica e lunedì» («Неділя і понеділок»), 1994
- «Camminando camminando» («Подорожуючи»), 1996
- «Il dito e la luna» («Палець і місяць»), 1998
- «Studio Collection» (збірник «Студійна колекція»), 1998
- «L'infinitamente piccolo» («Нескінченно малий»), 2000
- «Altro ed altrove» («Інший і в іншому місці»), 2003
- «The Platinum Collection» (збірник «Платинова колекція»), 2005
- «Così è se mi pare», 2011
- «Il rovo e la rosa — Ballate d'amore e morte» («Ожина і троянда ― Танці любові і смерті»), 2013

Серія «Futuro antico»:
- «Futuro antico I» («Давнє майбутнє I»), 1996
- «Futuro antico II» («Давнє майбутнє II»), 1999
- «Futuro antico III» («Давнє майбутнє III»), 2002
- «Futuro antico IV» («Давнє майбутнє IV»), 2007
- «Futuro antico V» («Давнє майбутнє V»), 2009
- «Futuro antico VI» («Давнє майбутнє VI»), 2009
- «Futuro antico VII» («Давнє майбутнє VII»), 2010
- «Futuro antico VIII» («Давнє майбутнє VIII»), 2014